# Bel'skij rajon
Il Bel'skij rajon (in russo Бельский район?) è un rajon dell'Oblast' di Tver', nella Russia europea; il capoluogo è Belyj. Istituito nel 1929, ricopre una superficie di 2.135 chilometri quadrati.